# Список персонажей Neon Genesis Evangelion
Это список персонажей из японских аниме-сериала и манги Neon Genesis Evangelion, фильмов Evangelion: Death and Rebirth и The End of Evangelion. Дизайн персонажей создан Ёсиюки Садамото, принимавшем участие в создании фильмов и сериала и являющимся художником манги. В обозначении персонажей в данной статье фамилии следуют после имён, согласно европейской, а не азиатской традиции. В списке кратко описаны связи персонажей между собой, их роль в сюжете, возраст на момент начала сериала, даны отличительные черты характера и внешности, названы актёры озвучивания персонажей, происхождение имён персонажей и варианты их написания.

## Создание и концепция
По словам режиссёра Хидэаки Анно, «Евангелион» был попыткой собрать все ракурсы вместе, создавая персонажей, которые представляют разные вещи для разных зрителей, чтобы сделать невозможным создание единой теории происходящего в сериале. Для некоторых зрителей персонажи являются психологическими образами, в то время как для других они являются философскими, религиозными, историческими и даже собственными образами.
Анно находился под влиянием военного романа Рю Мураками «Фашизм в любви и фантазиях» (яп. 愛と幻想のファシズム Ai to Gensō no Fashizumu), и имена «Тодзи Судзухара», «Кенске Аида», и фамилия «Хораки» пришли из этой истории, основанной на биографии Кандзи Исивары, генерал-лейтенанта имперской Японии. Большинство фамилий персонажей «Евангелиона» созвучны названиям боевых кораблей императорского флота Японии времён Второй мировой войны или японским названиям корабельных частей и морских приборов.

## Возраст и годы рождения персонажей
Большинство возрастов персонажей «Евангелиона» было проработано до показа телесериала, но их дни рождения не были точно обозначены. После завершения телесериала Gainax представил дни рождения персонажей, которые совпадали с днями рождения сэйю персонажа, за исключением Рей Аянами, Тодзи Судзухары, Кенске Аиды и Каору Нагисы. Полная дата рождения Каору есть как в сериале, так и на официальном сайте (она совпадает с датой Второго Удара). Личные дела Тодзи и Кенске с 2001 годом рождения показаны в четвёртой серии.
Годы рождения взрослых персонажей были просто рассчитаны исходя из их возраста, однако, существует дополнительный аспект в определении годов рождения персонажей-детей. Согласно японской системе образования, в 2015 году вторые классы средней школы (восьмой класс) в основном будут состоять из тех детей, которые родились со 2 апреля 2001 по 1 апреля 2002. Детские годы рождения были установлены в соответствии с этим правилом. Тем не менее, это не повлияло на 14-летний возраст детей в 2015 году. Это причина, по которой Аска Лэнгли Сорью и Тодзи Судзухара родились в декабре 2001 года, а Хикари Хораки родилась в феврале 2002 года, несмотря на то, что всем детям, кроме Каору, 14 лет исполняется в 2015 году.

## Пилоты Евангелионов
В оригинальных японских диалогах сериала пилоты постоянно обозначаются как «[Числительное] Children» (First Children, Second Children, Third Children и так далее), хотя, строго говоря, «Children» является множественным числом от «Child» и использование множественного числа для одного человека не является естественным в английском языке. Тем не менее, японский сценарий использовал именно английское слово «Children».
Английская версия дубляжа от ADV, тем не менее, использует правильное слово «Child» вместо «Children». В аудиокомментарии к «Evangelion: Death and Rebirth» переводчики заметили, что они сделали это умышленно, так как «Children» в английском звучит ненатурально, когда снова и снова относится к одному-единственному ребёнку.
В Rebuild of Evangelion англицизмы были устранены, и пилотов называют по-японски: «<числ. поряд.> девочка (мальчик)» (яп. 第○の少女（少年） дай <ч.п.> но сё:дзё (сё:нэн)) или «<ч.п.> дитя» (яп. ○番目の子供 <ч.п.> баммэ но кодомо).

### Синдзи Икари
Написание имени: Синдзи Икари (яп. 碇 シンジ Икари Синдзи, Ikari Shinji).
Происхождение имени: Фамилию «Икари» (яп. якорь) Анно «одолжил» у своего друга-сокурсника. Имя «Синдзи» также взял у своего старого друга Синдзи Хигути.
Протагонист. 14 лет. Третье Дитя, пилот Евангелиона-01. Ученик класса 2-А школы 707 Токио-3. Сын Гэндо и Юи Икари.
Стеснительный и замкнутый подросток, меланхолик, интроверт. После смерти матери был брошен отцом. Вместо него о Синдзи заботился учитель. В результате Синдзи вырос в замкнутого отшельника, выбирающего побег от трудных ситуаций. Вызван в Токио-3 своим отцом в самом начале сериала. Немедленно приступает к пилотированию Евангелиона. Синдзи трудно сближается с людьми ― он много времени проводит в одиночестве, размышляя о своей жизни. Основу сериала составляют взаимоотношения между Синдзи Икари и другими персонажами. Тодзи Судзухара и Кэнскэ Аида становятся его друзьями, он проникается чем-то наподобие родственных отношений с Рэй, и оказывается втянутым в сбивчивые отношения с Аской. К концу сериала из-за череды трагических событий становится более одиноким и отчужденным от людей, и потому с большим воодушевлением вступает в дружеские отношения с Каору.
Приметы: Хрупкий мальчик без каких-либо особых примет. Тёмные волосы, тёмно-синие глаза (серые в манге и «Death&Rebirth»). Часто слушает музыку через архаичный плеер-магнитофон.
Сэйю: Мэгуми Огата.

### Рей Аянами
Написание имени: Рей Аянами (яп. 綾波 レイ Аянами Рэй).
Происхождение имени: Фамилия «Аянами» происходит от названия корабля императорского флота Японии. Имя «Рэй» это игра слов на основе иероглифа «零» означающего «ноль», но фактически оно дано в честь Рэй Хино из «Sailor Moon» с целью привлечь Кунихико Икухару (попытка успехом не увенчалась).
Первое Дитя, пилот Евангелиона-00. Ученица класса 2-А школы 707 Токио-3. Документы Nerv утверждают, что ей 14 лет.
В начале сериала она показана склонной к одиночеству, отчётливо бесстрастной и отдалённой, поддерживающей отношения только с Гэндо Икари. По мере развития сюжета она сближается с Синдзи. Аска, напротив, имеет мало общего с ней, она оскорбляет Рэй, называет её «куклой» или «кукольной». В конечном итоге выясняется, что Рэй является сосудом для души Ангела Лилит, и была своего рода клоном, специально созданным Гэндо Икари и Козо Фуюцуки, который должен быть использован в качестве инструмента для достижения Комплементации. Её бездушных клонов тайно хранят на глубоких уровнях штаб-квартиры Nerv, чтобы использовать в качестве «ядер» в псевдопилотах или как запасные тела для Рэй, если ей придется умереть.
В манге гораздо чётче, чем в сериале, показаны её чувства к Синдзи, а также ревность к Аске, и в отличие от сериала, Аянами сама делает вполне успешные шаги к сближению с Синдзи.
В первом фильме серии Rebuild of Evangelion характер Рей не отличается от её характера в сериале, но во втором он начинает развиваться из-за явной симпатии к Синдзи. В Евангелион 2.22: Ты (не) пройдёшь Аянами вместе с Евангелионом поглощает десятый Ангел, однако Синдзи вскоре убивает его и вытаскивает Рей из ядра Ангела, в результате чего Евангелион-01 пробуждается и начинает Третий Удар. В Евангелион 3.33: Ты (не) исправишь вместо Рей фигурирует её безэмоциональный и покорный клон, не имеющий души и воспоминаний оригинальной Рей. Душа настоящей Аянами, по словам Фуюцуки, теперь пребывает в Евангелионе-01, вместе с душой Юи Икари.
Приметы: Светло-синие волосы средней длины, красная радужка глаз, белая кожа, устойчивая к загару.
Сэйю: Мэгуми Хаясибара.

### Аска Лэнгли Сорью
Написание имени: Аска Лэнгли Сорью (яп. 惣流・アスカ・ラングレー Со:рю: Асука Рангурэ:, Sohryu Asuka Langley).
Происхождение имени: Фамилия «Сорью» происходит от названия корабля императорского флота Японии (отличается написание в кандзи). «Лэнгли» — от названия одного из авианосцев ВМС США. Имя «Аска» позаимствовано у героини манги Синдзи Вады «Chou-Shoujo Asuka».
14 лет. Второе Дитя, пилот Евангелиона-02. Ученица класса 2-А школы 707 Токио-3 после 8-го эпизода сериала (в манге: после 20-й сцены, 4-го тома).
У неё смешанное немецко-японское происхождение, тем не менее по национальности она немка. Имеет гражданство США. Аска дерзка, эгоистична и эгоцентрична, часто груба (особенно по отношению к Синдзи) и имеет очень высокое (завышенное) мнение о себе и своём умении пилотировать Евангелион. В дополнение она имеет ожесточённое стремление к независимости. Аска явно сходит с ума от влюблённости в Рёдзи Кадзи, но в то же время её привлекает и Синдзи, однако, она не может верно выразить ему свои чувства.
В манге её поведение ещё более вызывающе и Синдзи с Мисато приходят к выводу, что её культурное поведение — лишь маскировка отвратительного характера. С другой стороны, в отличие от сериала, Аска пытается помочь Хикари наладить отношения с Тодзи. А также она добивается того, что Кадзи признаёт, хоть и не принимает, её чувства.
В серии анимационных фильмов Rebuild of Evangelion Сикинами Аска Лэнгли одна из главных героинь, созданная на основе Аски Лэнгли Сорью. В отличие от сериала, теперь она имеет звание капитана. Её характер по сравнению с другими персонажами перетерпел наиболее значительные изменения. Если в сериале Аска приставала к Кадзи вплоть до предложений переспать с ней, и для неё было вполне нормально предложить Синдзи поцеловаться с ней, то теперь она не интересуется Кадзи и её приставания к Синдзи не доходят далее неудачных попыток приготовить обед. Также, она считает себя единственным пилотом, получившим своё место за способности, и полагает, что Рей и Синдзи стали пилотами, пользуясь своими связями в Нерве. После того, как она узнала о том, что Рей любит Синдзи, она предпочла избегать остальных пилотов и вместо того, чтобы идти на обед устроенный Рей, стала пилотом Евангелиона-03. В этой роли она была заражена Ангелом, и в третьем фильме показана с повязкой на левом глазу, а также пилотирующей Евангелион в открытом космосе.
Приметы: Длинные ярко-рыжие волосы, голубые глаза, почти всегда использует зажимы А10, чтобы закреплять свою причёску.
Сэйю: Юко Миямура.

### Каору Нагиса
Написание имени: Каору Нагиса (яп. 渚 カヲル Нагиса Каору, Nagisa Kaworu).
Происхождение имени: Персонаж получил имя от сценариста Акио Сацукавы. Фамилия «Нагиса» (Берег), аналогично остальным, связана с морем. Также она имеет отношение к режиссёру Нагисе Осиме. Происхождение имени «Каору» так и не было названо, возможно, оно имеет отношение к романтическому герою 3-й части «Повести о Гэндзи».
Пятое дитя, пилот-замена Евангелиона-02. Появляется в заключительных эпизодах. Наравне с Рей Аянами ― наиболее загадочная личность среди пилотов, имеет наивысший (и управляемый силой воли) уровень синхронизации с Евами. По словам Каору, он родился «во время Второго удара». Был представлен в Nerv непосредственно организацией Seele. Быстро сумел завоевать доверие и уважение Синдзи Икари. 
В манге Каору изначально груб и циничен, пытается наладить контакт с Синдзи, однако, в отличие от сериала, это попытка оканчивается неудачей. Но после инцидента в бою с Армисаилом Каору «заражается» чувствами Рей, и его отношение к Синдзи резко меняется, вплоть до откровенных приставаний. Впрочем, взаимности он не встречает. 
Является Табрисом — Ангелом свободной воли, 17-м в аниме-сериале и 12-м в манге-адаптации. Формально, Каору — пятнадцать лет. В Rebuild of Evangelion Каору — первый Ангел, однако был «понижен» до тринадцатого ввиду пробуждения Евы-13.
В аниме Каору прорывается в терминальную догму, чтобы вернуться к Адаму и начать Третий удар. Обнаружив, что там находится Лилит, а не Адам, он просит Синдзи, чтобы тот уничтожил его. После своей смерти Каору не появляется в сюжете вплоть до фильма «Конец Евангелиона», где его видно во время Третьего удара. 
В «Евангелион 1.11: Ты (не) один» Каору Нагиса просыпается в открытом гробу на лунной базе Seele. В Rebuild of Evangelion личность Каору бессмертна и перерождается в циклах вселенной благодаря записи в книге жизни. В сцене после титров «Евангелион 2.22: Ты (не) пройдёшь» Каору, пилотируя Евангелион Mark.06, останавливает Преддверие Третьего удара, инициированное Синдзи. 
В «Евангелион 3.33: Ты (не) исправишь» Каору становится единственным другом Синдзи и раскрывает ему правду о проекте совершенствования человечества Nerv. Они совместно пилотируют Евангелион-13. Каору гибнет от DSS-ошейника, пытаясь остановить Четвёртый удар. 
В «Евангелион: 3.0+1.01: Как-то раз» душа Каору показана в Евангелионе-13, когда тот уничтожает Еву-02. Четырнадцать лет назад Каору временно занимал должность командующего Nerv, его заместителем был Рёдзи Кадзи.
Приметы: Взлохмаченные пепельные волосы средней длины, красная радужка глаз, белая кожа.
Сэйю: Акира Исида.

### Тодзи Судзухара
Написание имени: Тодзи Судзухара (яп. 鈴原トウジ Судзухара Тодзи, Suzuhara Tohji).
Происхождение имени: Полностью заимствовано из романа Рю Мураками.
14 лет. Четвёртое Дитя, пилот Евангелиона-03. Ученик класса 2-А школы 707 Токио-3.
Стереотипный «спортсмен», немного хулиган. В начале сериала злится на Синдзи, так как во время своего первого боя с Ангелом тот случайно ранил сестру Тодзи. Затем из-за пережитого вместе с Синдзи момента и под внушением своей выздоравливающей сестры Тодзи прощает Синдзи и становится его другом. С первого момента знакомства с Аской устанавливает с ней крепкие отношения, основанные на взаимной ненависти. Во второй половине сериала соглашается стать пилотом Евангелиона на условии перевода сестры в госпиталь при Nerv. К финалу сериала уезжает из Токио-3.
В манге увлекается подглядыванием за трусиками девушек, за что его чуть не побила Хикари. Домашние задания списывает у Синдзи, внося в них дополнительные ошибки, чтобы никто не догадался. Убит системой псевдопилота, в бою с Бардиэлем.
Приметы: Мужественные черты лица, короткие черные волосы, загорелая или смуглая кожа, почти постоянно носит спортивный костюм.
Сэйю: Томокадзу Сэки.

## СотрудникиNerv

### Гэндо Икари
Написание имени: Гэндо Икари (Рокобунги) (яп. 碇 (六文儀) ゲンドウ Икари (Рокобунги) Гэндо, Ikari (Rokubungi) Gendoh).
Происхождение имени: «Икари» по-японски означает «якорь». Имя «Гэндо» заимствовано из отменённого аниме-проекта, бывшего до «Евангелиона». Бывшая фамилия «Рокобунги» — японское название секстанта.
48 лет. Глава организации Nerv. Несёт ответственность за все исследования, посвящённые Евангелионам, Рей Аянами и Проекту Совершенствования Человечества. Отец Синдзи. Опекун Рэй.
Гэндо хладнокровный, невозмутимый и замкнутый человек. Крайне скуп на эмоции к своему сыну, холоден к нему. В полнометражном фильме «The End of Evangelion» Гэндо откровенно признаётся призраку жены, что он тяжёлый человек и плохой отец: «Я не могу поверить, что кто-то может меня любить» и «Когда я рядом с Синдзи, я только причиняю ему боль». Гэндо не знает как ему следует вести себя со своим сыном. Он холодно относится к Синдзи даже по сравнению с отношением к другим. Гэндо полностью поглощён своей работой. Всегда спокоен и сосредоточен. Познакомился с Юи Икари и Козо Фуюцуки в университете Киото, когда учился там. Добрачная фамилия Гэндо — Рокобунги, он сменил её на Икари после женитьбы на Юи. Его любовницами после смерти жены стали сначала Наоко Акаги, а затем и её дочь Рицуко Акаги. Много времени проводит с Рэй, относится к ней несколько теплее, чем к остальным людям. В начале сериала он единственный человек, который имеет дружеские отношения с Рэй. По мере того, как открывается его прошлое, становится ясно, что он очень сильно любил свою погибшую жену — Юи.
В Rebuild of Evangelion характер Гэндо не отличается от оригинального сериала. В первых двух фильмах серии он тайно стремится свести Синдзи с Рей для пробуждения Евангелиона-01.  
В «Евангелион 3.33: Ты (не) исправишь» Гэндо задействует Синдзи и Каору как пилотов Евы-13, чтобы начать Четвёртый удар и уничтожить тринадцатого Ангела. К концу фильма Гэндо отключает монолиты Seele, взяв проект совершенствования человечества в свои руки. С третьего фильма он носит очки-маску, наподобие тех, которые носил Кил Лоренц в аниме-сериале. По утверждению Каору, является «королём Лилим».
В «Евангелион 3.0+1.01: Как-то раз» Гэндо использует сосуды Адамов и Евангелион-13 для завершения Четвёртого удара и уничтожения девятого Ангела. С помощью способностей ключа Навуходоносора, он призывает воображаемый Евангелион из антивселенной, инициировав Дополнительный удар.
Приметы: Короткие тёмные волосы, тёмно-синие глаза, загорелая или смуглая кожа. Носит затемнённые очки и белые перчатки. Почти постоянно отстранённо-задумчивое или нахмуренное лицо. Носит бороду без усов в испанском стиле. В молодости имеет сходство с Синдзи.
Сэйю: Фумихико Татики.

### Козо Фуюцуки
Написание имени: Козо Фуюцуки (яп. 冬月 コウゾウ Фуюцуки Ко:дзо:, Fuyutsuki Kouzou).
Происхождение имени: Фамилия «Фуюцуки» происходит от названия корабля императорского флота Японии. Имя «Козо» выбрано из-за хорошего звучания вместе с фамилией.
Заместитель командующего Nerv и правая рука Гэндо Икари. Ему не особенно нравится Гэндо, но Козо остаётся ближайшим доверенным лицом и другом Гэндо.
1999 год. Будучи профессором мета-биологии в Киотском университете, Фуюцуки заинтересовался научными исследованиями и теориями Юи Икари и стал её наставником и научным руководителем. Вскоре после этого ему пришлось оказывать протекцию перед полицией Гэндо, как одному из своих студентов. В 2002 году, после Второго Удара, когда Фуюцуки отправился с экспедицией Гэндо к останкам Антарктиды, начал подозревать, что Гэндо и его сообщники в Seele являются более сильными и опасными, чем он изначально подозревал. В 2003 году Фуюцуки собрал доказательства истинных событий, приведших ко Второму Удару, а также участия Seele в этой катастрофе, и пришёл с этим к Гэндо, угрожая обнародовать всё. В ответ тот провёл его в Геофронт и Центральную Догму и спросил Фуюцуки — «не желает ли он присоединиться к ним в создании нового будущего для человечества?» Во время сцены воспоминаний в «The End of Evangelion» Фуюцуки упоминает, что Seele угрожал сделать так, чтобы он «исчез», подразумевая, что его вербовка, возможно, была своего рода шантажом. Хотя Фуюцуки никогда не был кем-то большим, чем наставником и другом для Юи, ясно, что он в некоторой степени любил её, так как он был сильно потрясён, узнав, что она выходит замуж за Гэндо. Так, в «The End of Evangelion» Лилит-Рэй принимает внешность Юи для Фуюцуки.
В первых двух фильмах Rebuild of Evangelion роль Фуюцуки эквивалентна аниме-сериалу. Он тайно присутствует на встречах Гэндо Икари и Seele, выражая опасения о мощи Евангелиона Mark.06. 
В «Евангелион 3.33: Ты (не) исправишь» Фуюцуки становится более заметным, раскрывая Синдзи Икари правду о Рей Аянами. Он помогает Гэндо отключить монолиты Seele и в конце фильма находится с ним на борту крейсера NHG Erlösung. 
В «Евангелион 3.0+1.01: Как-то раз» Фуюцуки с помощью сосудов Адамов заманивает «AAA Wunder» в ловушку для завершения Четвёртого удара. Показано, что он знаком с Мари Илластриэс Макинами, которая, как и Юи Икари, была его учеником в университете.
Приметы: Седые, зачёсанные назад волосы средней длины, светлая кожа. Несмотря на возраст — выглядит молодо.
Сэйю: Мотому Киёкава.

### Мисато Кацураги
Написание имени: Мисато Кацураги (яп. 葛城 ミサト Кацураги Мисато, Katsuragi Misato).
Происхождение имени: Фамилия «Кацураги» происходит от названия корабля императорского флота Японии. Имя Мисато заимствовано у героини из манги Минако Нариты «Misato Izumi of Aitsu».
29 лет. Оперативная командующая Nerv. Капитан, позже — майор. Опекун Синдзи и Аски.
Мисато — полевой командир пилотов Евангелионов, в её обязанности входит оперативное командование и разработка стратегии сражений, а также некоторые бюрократические моменты. Она единственный выживший человек из научной экспедиции под руководством её отца, действия которой спровоцировали Второй Удар. После Второго Удара находилась в тяжелом шоке, не разговаривала в течение двух лет. Впоследствии служба в Nerv превратилась для неё в личную месть. В отличие от остального командного состава Nerv сильно переживает за пилотов. Мисато взяла Синдзи и Аску жить к себе в квартиру, посчитав, что это лучше, чем если бы они жили в одиночестве. С ними также живёт старый лабораторный пингвин Пен-Пен. Хотя Мисато профессиональна и ответственна на службе, в быту она ведёт себя как стереотипный холостяк — не занимается уборкой, не умеет готовить (в состоянии испортить даже полуфабрикаты), пьёт пиво по утрам. Она училась в одном колледже вместе с Рицуко Акаги и Рёдзи Кадзи. Мисато и Рёдзи были любовниками в колледже и постепенно возродили свой роман во время сериала. Дружит с Рицуко, но чем больше Мисато узнаёт про секреты Nerv, тем меньше ей доверяет. Была куратором Аски до 2010 года, перед Рёдзи.
В «Евангелион 1.11: Ты (не) один», первом фильме проекта Rebuild of Evangelion, звание Мисато — подполковник. В отличие от сериала, они с Рицуко Акагиизначально посвящены в то, что под Геофронтом скрыта Лилит и что Nerv охраняет её от Ангелов.
В «Евангелион 2.22: Ты (не) пройдёшь» Мисато повышена до полковника. Она желает узнать больше о проекте совершенствования человечества и Seele через Рёдзи Кадзи, а в конце фильма подбадривает Синдзи во время спасения Рей из ядра десятого Ангела, которое приводит к Преддверию Третьего удара.
В «Евангелион 3.33: Ты (не) исправишь» Мисато является лидером организации Wille и капитаном летающего крейсера «AAA Wunder». За четырнадцать лет противостояния Wille и Nerv девушка стала замкнутой и безжалостной, тем не менее, она не решается нейтрализовать Синдзи Икари активацией DSS-ошейника, когда тот сбегает в Nerv. Позже корабль Кацураги атакует Еву-13, чтобы сдержать начало Четвёртого удара.
В «Евангелион 3.0+1.01: Как-то раз» появляется сын Мисато — Рёдзи Кадзи — младший, которого девушка бросила после рождения. В Антарктиде силы Wille под руководством Мисато безуспешно пытаются остановить завершение Четвёртого удара. После провала операции «Ямато» Мисато защищает Синдзи Икари от Мидори и Сакуры, в итоге помогая ему в борьбе с Гэндо Икари созданием копья Гая.
Приметы: Длинные иссиня-чёрные волосы, чёлка короткая. Глаза карие. Почти не пользуется косметикой. Шрам-рубец под грудью. Носит амулет в виде массивного греческого креста.
Сэйю: Котоно Мицуиси.

### Рицуко Акаги
Написание имени: Рицуко Акаги (яп. 赤木リツコ Акаги Рицуко, Akagi Ritsuko).
Происхождение имени: Фамилия «Акаги» происходит от названия корабля императорского флота Японии. Имя «Рицуко» заимствовано у подруги Хидэаки Анно времён средней школы.
30 лет. Глава научного отдела Nerv.
Рицуко — трудоголик и заядлый курильщик, любит кошек. Дружит с Мисато и Рёдзи со времён колледжа. К приставаниям Рёдзи относится нейтрально, похоже это давний способ дразнить Мисато. Иногда проявляет жестокость и хладнокровность, как и Гэндо Икари. Рицуко, также как Гэндо и Фуюцуки, в полной мере известна истинная природа Евангелионов и Рэй. Рицуко знает о Проекте Содействия, но в какой мере — неизвестно. В юности стала свидетельницей отношений своей матери и Гэндо. После допроса Seele, она морально ломается, чувствует, что Гэндо её предал и использует её точно таким же образом, как и её мать. В отместку или в приступе отчаяния, она уничтожает запасники псевдопилота. В 24-й серии выясняется, что она, так же как и её мать, была любовницей Гэндо Икари. Рицуко застрелят в «The End of Evangelion», когда она безуспешно попытается запустить самоуничтожение штаба Nerv, чтобы не дать Гэндо начать Третий удар.
В манге Рицуко Акаги куда более негативно относится к Рэй и при вспышке гнева даже пытается задушить её ремнём. Связано это с тем, что она лично засвидетельствовала самоубийство своей матери из-за первой Аянами.
В Rebuild of Evangelion Рицуко также является подругой Мисато и Рёдзи со времён колледжа. Её роль в первых двух фильмах идентична сериалу.
В «Евангелион 3.33: Ты (не) исправишь» Рицуко имеет звание первого офицера Wille и является старшим помощником Мисато Кацураги на «AAA Wunder». Она вручает Синдзи Икари SDAT-плеер, объяснив, для чего предназначен его DSS-ошейник.
В «Евангелион 3.0+1.01: Как-то раз» Рицуко безуспешно простреливает голову Гэндо Икари, когда тот уже получил силу ключа Навуходоносора. Благодаря её познаниям команде Wille удаётся создать из «AAA Wunder» копьё Гая для победы Синдзи над отцом.
Приметы: Крашеная блондинка, в юности брюнетка с оттенком красного, стрижка средней длины, чёткие брови, тёмно-зелёные глаза, родинка в уголке левого глаза. Красит губы, даже когда в этом нет необходимости, все время носит ромбические сиреневые серьги. Женственна, но неэмоциональна, из-за чего лицо почти постоянно несёт выражение какой-то скорби, усталости или грусти.
Сэйю: Юрико Ямагути.

### Рёдзи Кадзи
Написание имени: Рёдзи Кадзи (яп. 加持リョウジ Кадзи Рёдзи, Kaji Ryohji).
Происхождение имени: «Кадзи» по-японски означает «руль». Имя «Рёдзи» происходит от героя из манги Минако Нариты «Ryoji Sawada of Aitsu».
Ответственен, общителен, легко сходится с людьми, всегда производит впечатление спокойного и уверенного человека. Весьма любвеобилен. Хобби — выращивание арбузов. В начале сериала он является куратором Аски. Аска влюблена в него и часто ревнует к Мисато, но к её несчастью Рёдзи не воспринимает маленьких девочек всерьёз. 
Кадзи играет роль тройного агента. Он одновременно работает на Nerv в качестве специального инспектора собственной безопасности, формально изучает Nerv для японского правительства и тайно работает на Seele. Постоянно балансируя между Гэндо Икари и Seele в поисках информации он, похоже, имеет личные интересы независимые от любой организации — поиск правды, скрытой за Nerv, Seele и проектом совершенствования человечества. В колледже он и Мисато были любовниками, но прервали отношения по желанию Мисато. Годы спустя, они снова встретились на корабле флота ООН, который переправлял Еву-02 и Аску в Японию. Когда он вернулся в штаб-квартиру Nerv, Рёдзи и Мисато некоторое время подтрунивали и оскорбляли друг друга, но возродили свой роман, когда Мисато созналась, что она порвала с Рёдзи, так как поняла, что он напоминает ей отца. В конечном итоге его застрелил неизвестный, после того, как Рёдзи спас похищенного, предположительно с его же помощью, Фуюцуки и этим выдал свою двойную игру, но до этого Рёдзи успел передать Мисато добытую информацию.
На частый вопрос поклонников «Кто стрелял в Кадзи?» Кадзуя Цурумаки ответил, что его предал и убил информатор. Но это определённо были не Мисато или Рицуко.
В манге «Neon Genesis Evangelion» Рёдзи в конечном счёте признает, что Аска говорит о своих чувствах к нему как вполне взрослый человек, и что эти чувства — не просто детская влюбленность, однако он все равно отвергает её. В манге-адаптации раскрывается, что в своё время он был вынужден под страхом смерти предать своих друзей и брата, поэтому не считает себя достойным счастья и именно поэтому, рискуя жизнью, пытается докопаться до правды о Втором ударе и организациях за ним стоящих. Кроме того, это же послужило причиной разрыва отношений с Мисато, в котором в этот раз инициатива исходила от Рёдзи.
В «Евангелион 2.22: Ты (не) пройдёшь» Рёдзи Кадзи никак не связан с Аской Лэнгли Сикинами. Он доставляет Гэндо Икари украденный ключ Навуходоносора (эквивалент эмбриона Адама) и шпионит за Nerv, пытаясь докопаться до правды о проекте совершенствования человечества. После Преддверия Третьего удара Рёдзи организует сопротивление Wille и гибнет, остановив Третий удар ценой собственной жизни. 
Приметы: Длинные тёмные волосы, собранные в «конский хвост», в остальном причёска пребывает в беспорядке. Мужественное лицо, перманентная щетина, которую никогда толком не сбривает, устойчивая ехидная ухмылка.
Сэйю: Коити Ямадэра.

### Макото Хюга
Написание имени: Макото Хюга (яп. 日向 マコト Хюга Макото, Hyuga Makoto).
Происхождение имени: Фамилия «Хюга» происходит от названия корабля императорского флота Японии. Хидэаки Анно не сообщил ничего конкретного о причине выбора имени «Макото».
Старший лейтенант оперативного штаба Nerv. Один из трёх операторов, находящихся на мостике непосредственно под управлением командующих Икари и Фуюцуки в Центральной Догме.
Поначалу Хюга может произвести впечатление какого-то чудака, читающего мангу на посту во время перерыва. Тем не менее он высококвалифицированный техник и специалист. Его быстрое мышление и мужество помогают предупредить обесточенную штаб-квартиру Nerv о нападении Ангела Маториила. Он не боится рисковать и действует в качестве шпиона для Мисато, помогая ей получить информацию относительно махинаций Nerv. Истинные масштабы его чувств к Мисато показаны в «The End of Evangelion», когда Лилит-Рэй принимает форму Мисато во время Третьего Удара и страстно целует его, а его тело возвращается в LCL.
Приметы: Тёмные волосы средней длины, «зализанные» назад, светлая кожа, носит очки в массивной оправе.
Сэйю: Хиро Юки.

### Мая Ибуки
Написание имени: Мая Ибуки (яп. 伊吹 マヤ Ибуки Мая, Ibuki Maya).
Происхождение имени: И имя, и фамилия происходят от названий кораблей императорского флота Японии: тяжёлого крейсера «Мая» и авианосца «Ибуки».
Старший лейтенант, администратор технического отдела Nerv, оператор «Маги». Одна из трёх операторов, находящихся на мостике непосредственно под управлением командующих Икари и Фуюцуки в Центральной Догме.
Её основная роль в ходе боев против Ангелов заключается в том, чтобы постоянно контролировать коэффициенты синхронизации пилотов Евангелионов, их взаимодействие с машинами и отправлять различные чрезвычайные команды Евам по приказу Мисато или Гэндо. Скромна и застенчива (например, при заигрываниях Кадзи). Несмотря на свою профессию, Мая презирает насилие любого рода, в сериале она часто демонстрировала отвращение или отворачивала глаза от обзорных экранов во время сражений с Ангелами. В The End of Evangelion Мая единственный из показанных офицер Nerv, отказывающийся бороться против штурмовиков JSSDF. Работает преимущественно вместе с Рицуко Акаги, которую считает своим учителем и идеалом. Мая очень высоко ценит Рицуко и всегда обращается к ней «сэмпай». The End of Evangelion допускает предположения, что Мая испытывает некое чувство любви к Рицуко. Лилит-Рэй принимает для Маи форму Рицуко, Мая восклицает «Рицуко! / Сэмпай!», жадно отвечает на объятья «Рицуко» и тут же распадается в LCL.
Приметы: Тёмные волосы, короткая аккуратная стрижка с челкой.
Сэйю: Мики Нагасава.

### Сигэру Аоба
Написание имени: Сигэру Аоба (яп. 青葉 シゲル Аоба Сигэру, Aoba Shigeru).
Происхождение имени: Фамилия «Аоба» происходит от названия корабля императорского флота Японии. Имя «Сигэру» — это пародия на название фильма «Аоба Сигэрэру» режиссёра Окамото Кихати.
Старший лейтенант, администратор отдела связи и анализа информации Nerv. Один из трёх операторов, находящихся на мостике непосредственно под управлением командующих Икари и Фуюцуки в Центральной Догме.
Иногда стереотипный металлист, он циничный нигилист, играет на гитаре (также иногда делает жесты, как будто играет). Из всех трёх персонажей-техников Центральной Догмы его характер в сериале раскрыт наименьшим образом. В The End of Evangelion во время Третьего Удара Лилит-Рэй не принимает форму любимого им человека, а просто является ему как толпа образов Рэй, пока он кричит от страха, забившись под свой рабочий стол.
Приметы: Длинные прямые волосы, аккуратная стрижка.
Сэйю: Такэхито Коясу.

## СотрудникиGehirn

### Юи Икари
Написание имени: Юи Икари (яп. 碇ユイ Икари Юи, Ikari Yui).

Дух Юи в манге.

Происхождение имени: Фамилия «Икари» — «якорь» по-японски. Имя «Юи», по мнению режиссёра, звучит подобно «Рэй», и это также игра слов вокруг иероглифа юи «唯» (единственная).
Жена Гэндо Икари, мать Синдзи.
Училась в университете Киото, где она встретила своего будущего мужа Гэндо Рокобунги (впоследствии сменившего фамилию на фамилию жены), и её наставника и доверенного друга Козо Фуюцуки. Затем она присоединилась к Лаборатории Искусственной Эволюции ООН (будущий Gehirn) в Хаконэ, Япония, и сыграла важную роль в проекте «E». По официальной версии, погибла в 2004 году из-за несчастного случая в ходе контактного эксперимента с Евангелионом, хотя фактически она была поглощена Евой. Хотя Юи объявили погибшей, часть её («душа») живёт в Еве-01, в The End of Evangelion она осталась в Еве-01, чтобы быть вечным доказательством того, что человечество когда-то существовало.
В Rebuild of Evangelion до замужества с Гэндо её девичья фамилия была Аянами.
Приметы: Имеет две версии внешности. В флешбеках — мягкие черты лица, тёмные волосы средней длины, кроме того в сериале указывается на некоторое её сходство с Рей Аянами. Однако её дух, появляющийся внутри Евангелиона, как в аниме, так и в манге, имеет длинные светлые волосы и ничего общего с внешностью Рэй.
Сэйю: Мэгуми Хаясибара.

### Наоко Акаги
Написание имени: Наоко Акаги (яп. 赤木 ナオコ Акаги Наоко, Akagi Naoko).
Происхождение имени: Фамилия «Акаги» происходит от названия корабля императорского флота Японии. Имя «Наоко» заимствовано у подруги Хидэаки Анно времён начальной школы.
Мать Рицуко Акаги. Создатель системы суперкомпьютеров «Маги».
Работала над проектом «Е» вместе с Юи Икари. Бывший глава технического отдела Gehirn. Во время работы в Gehirn Наоко стала любовницей недавно овдовевшего Гэндо Икари. После завершения в 2010 году комплекса «Маги» у Наоко случился конфликт с первой Рэй, в ходе которого Рэй назвала её «старой каргой» и сказала, что Гэндо сам часто её так называет и говорит, что «от Наоко пора избавиться». После этого она поняла, что Гэндо просто пользовался её влечением, чтобы гарантировать её работу на него. В порыве гнева Наоко задушила Рей, а впоследствии, либо совершила самоубийство, либо была убита при похожих на самоубийство обстоятельствах. Одновременно с этим, Gehirn по приказу Кила Лоренца был переформирован в Nerv.
В манге Наоко совершает самоубийство сразу после убийства первой Рэй, а Рицуко становится свидетельницей как убийства Рей, так и самоубийства матери (10 том).
Приметы: Брюнетка с оттенком красного, стрижка средней длины, тёмно-зелёные глаза, красит губы тёмными тонами.
Сэйю: Мика Дои.

### Кёко Цеппелин Сорью
Написание имени: Кёко Цеппелин Сорью (яп. 惣流・キョウコ・ツェッペリン Сорю Кё:ко Цэппэрин, Soryu Kyoko Zeppelin).
Происхождение имени: Фамилия «Сорью» происходит от названия авианосца императорского флота Японии (отличается написание в кандзи). Имя «Кёко» позаимствовано у персонажа манги Синдзи Вады. «Цеппелин» — это один из недостроенных авианосцев немецкого ВМФ времён Второй мировой войны.
Мать Аски.
Была ведущим специалистом в немецком филиале Gehirn (которое позже стало третьим отделением Nerv) и принимала участие в разработке Евангелиона-02, первой промышленной модели. Она стала объектом контактного эксперимента с Евой-02, но после эксперимента получила серьёзные повреждения рассудка. Кёко стала психически неуравновешенной, стала верить, что кукла это её дочь, а Аску стала называть «эта девочка», и была помещена в психиатрическую больницу вскоре после эксперимента. Её муж, и до этого уже не живший вместе с ней, вступил в отношения с лечащим врачом Кёко, что в конечном итоге побудило нездоровую Кёко на самоубийство в 2005 году.
В манге Кёко и её муж были неспособны зачать ребёнка и развелись после его измены. Он вновь женился и завёл дочь, в то время как Кёко воспользовалась банком спермы и забеременела. Она пыталась натравить Аску против дочери своего бывшего мужа, называя ту «эта девочка», но после контактного эксперимента это поведение сместилось на куклу и Аску, и Аска стала «этой девочкой». Однажды Кёко пыталась задушить Аску.
Приметы: В сериале появляется лишь за кадром, как силуэт, таким образом рассмотреть внешность невозможно. В манге Кёко лучше всего показана в сцене удушения собственной дочери. У неё волнистые волосы до плеч, скорее всего, светлые.
Сэйю: Мария Кавамура.

## Другие персонажи

### Кил Лоренц
Написание имени: Кил Лоренц (яп. キール・ローレンツ Ки:ру Ро:рэнцу, Keel Lorenz).
Происхождение имени: «Кил» — это «корабельный киль» в японском варианте. Фамилия создана на основе имени австрийского зоолога Конрада Лоренца, занимавшегося исследованием психологии животных.
Председатель комитета совершенствования человечества и лидер Seele. Скрывается за монолитом с надписью «Seele 01». Данные о его прошлом остаются неизвестными, но он явно имеет огромную политическую власть, в том числе над ООН. Использует любые методы для достижения своих целей, которые не очевидны вплоть до конца сериала. В «The End of Evangelion» во время Третьего удара показано, что большая часть его тела ниже шеи заменена кибернетическими имплантатами.
В манге его имя выглядит как Lorenz Kiel.
В первых двух фильмах Rebuild of Evangelion Кил появляется на встречах с Гэндо Икари и Каору Нагисой. Подразумевается, что он и совет Seele имеют тайные планы на Евангелион Mark.06, Лилит и контролируемый ими Третий удар.
В «Евангелион 3.33: Ты (не) исправишь» члены Seele фигурируют в Nerv как бестелесные монолиты, их называют создателями человеческой цивилизации. Гэндо Икари дезактивирует монолиты, объявив о скором завершении им проекта совершенствования человечества к удовлетворению Кила. Кодзо Фуюцуки в конце фильма утверждает, что ликвидация тринадцатого Ангела прошла так, как и планировал совет Seele.
В «Евангелион 3.0+1.01: Как-то раз» Гэндо Икари упоминает, что Второй, Третий и Четвёртый удар были предсказаны Seele из свитков Мёртвого моря. С помощью этих катаклизмов организацией планировалось трансформировать человечество в альтернативную вариацию Ангелов, Еву бесконечности.
Приметы: Пожилой мужчина с массивным суровым лицом, короткая седая стрижка, решительный грубоватый голос. Носит на лице полузакрытый визор.
Сэйю: Мугихито.

### Кенске Аида
Написание имени: Кенске Аида (яп. 相田 ケンスケ Аида Кэнсукэ, Aida Kensuke).
Происхождение имени: Полностью заимствовано из романа Рю Мураками.
Ученик класса 2-А школы 707 Токио-3.
Друг Синдзи, всегда старается поддерживать с ним и с другими людьми хорошие отношения. Помешан на военной технике и любой аппаратуре, ходит в походы на холмы Токио-3 и играет там в «войнушку». Кенске гордится тем, что он знаком с пилотом Евангелиона, а также мечтает о том, чтобы его самого назначили пилотом и регулярно просит Синдзи или Мисато «замолвить за него словечко». Он также, кажется, забывает об интенсивной физической и психологической нагрузке, которую испытывают пилоты Евангелионов. Тем не менее Кенске получает удовольствие от привилегий друга пилота. Лучший друг Тодзи. Обладает общительным характером, легко сходится с людьми. Благодаря своим коммуникативным качествам способен сгладить любую неприятную ситуацию. Как и Тодзи, Кенске поклонник Мисато Кацураги. К концу сериала покинул пределы Токио-3.
В манге Кенске неравнодушен к Аске, он утверждает, что это его тип девушек и он хотел бы, чтобы Аска хоть разок им покомандовала.
На ранних эскизах Gainax его можно увидеть пилотом Евы-06 в зелёном контактном костюме.
Приметы: Светлые волосы, обычно приветливое выражение лица, лёгкая улыбка. Носит очки с круглыми линзами.
Сэйю: Тэцуя Иванага.

### Хикари Хораки
Написание имени: Хикари Хораки (яп. 洞木 ヒカリ Хораки Хикари, Horaki Hikari).
Происхождение имени: Фамилия «Хораки» пришла из романа Рю Мураками. Имена «Хикари», её сестры постарше, «Кодама», и младшей, «Нозоми», заимствованы у экспресс-поездов линии Токайдо-синкансэн.
Староста класса 2-А школы 707 Токио-3.
Всегда опрятна, обладает вычурными манерами. Очень ответственно и серьёзно относится к своим обязанностям. Становится лучшей, возможно, единственной подругой Аски в Японии. Хотя сначала Хикари находится в видимом конфликте с Тодзи, потом Аска помогает понять и раскрыть её симпатию к нему. Хикари приходится заботиться об обеих сестрах, поэтому она умеет многое делать по дому: в частности, она хорошо готовит еду. Никаких признаков наличия её родителей или пояснения их судьбы в сериале не присутствует.
В манге Аска быстро догадывается о её влюбленности в Тодзи (лишь узнав от Синдзи, что Хикари спрашивала о Тодзи) и пытается свести их вместе, но без особого успеха. Также, в отличие от аниме, в манге Хикари подозревает, что избранницей Тодзи является не Рей, а Аска.
На ранних эскизах Gainax её можно увидеть пилотом Евы-05 в оранжевом контактном костюме.
Приметы: Тёмно-карие волосы, собранные в два хвостика, веснушки.
Сэйю: Дзюнко Ивао.

### Пен-Пен
Написание имени: Пен2 (Пэн-Пэн) (яп. ペンペン Pen2 (Pen Pen)).
Происхождение имени: Сокращение от англ. penguin (пингвин).
Тепловодный пингвин («hot spring penguin», то есть пингвин, живущий в тёплых источниках), живущий у Мисато в качестве питомца. Занимает специально отведённый для него холодильник. Обладает сверхъестественными для пингвина способностями: Пен-Пен смотрит телевизор, читает газеты, сам принимает ванну, управляет своим «жилищем», понимает человеческую речь, ест человеческую еду. В одной из последних серий Мисато отдаёт Пен-Пена для его безопасности в семью Хораки.
В манге Мисато рассказывает о том, что над Пен-Пеном проводили научные опыты. После завершения исследований Пен-Пена хотели усыпить, но Мисато проявила жалость и взяла его к себе.
Приметы: Похож на хохлатого пингвина, но хохолок красного цвета. На крыльях-ластах имеются по три пальца или когтя, выполняющих роль пальцев, что нетипично для птиц. Конкретный вид установить сложно. Носит на себе странное устройство неизвестного назначения — спереди бирка-крепеж с надписью «PEN²», сзади что-то вроде плотно прилегающего к телу баллона или рюкзака.
Сэйю: Мэгуми Хаясибара.